# Tunneloven

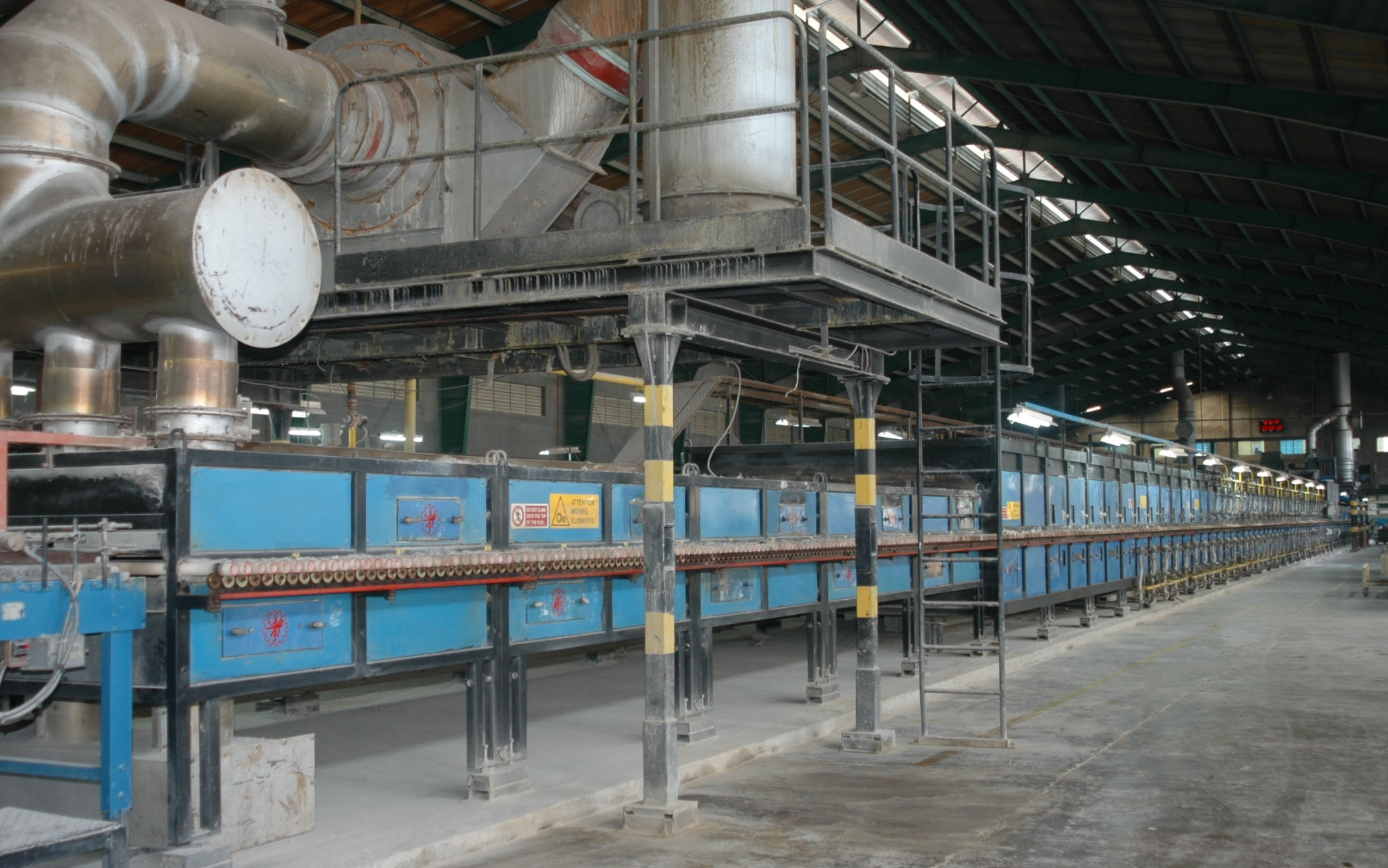
Moderne tunneloven

Een tunneloven is een grote oven voor het bakken van bakstenen en dakpannen. De energiezuinige tunneloven volgde vanaf het midden van de 20e eeuw bij de grote steenfabrieken de ringoven op. Vanwege de hoge kosten van de tunneloven bleven bij specialistische kleine fabrikanten Kasseler ovens en ringovens in gebruik.

## Geschiedenis
Het principe van de tunneloven was al sinds 1840 bekend. De Deense baksteenfabrikant en ingenieur Otto Bock bouwde in 1873 de eerste "kanaaloven". In 1906 werd dit oventype voor het eerst in Duitsland gebruikt en Nederland volgde in 1909, maar vanwege allerlei technische problemen werd de tunneloven pas na de Tweede Wereldoorlog een succes. Het belangrijkste knelpunt was de transportmethode; vanwege de hoge temperaturen in de tunnel kan onbeschermd metaal makkelijk vervormen. Verder was de trek van een fabrieksschoorsteen onvoldoende voor de lange tunneloven, waardoor extra ventilatoren nodig waren.

## Werking

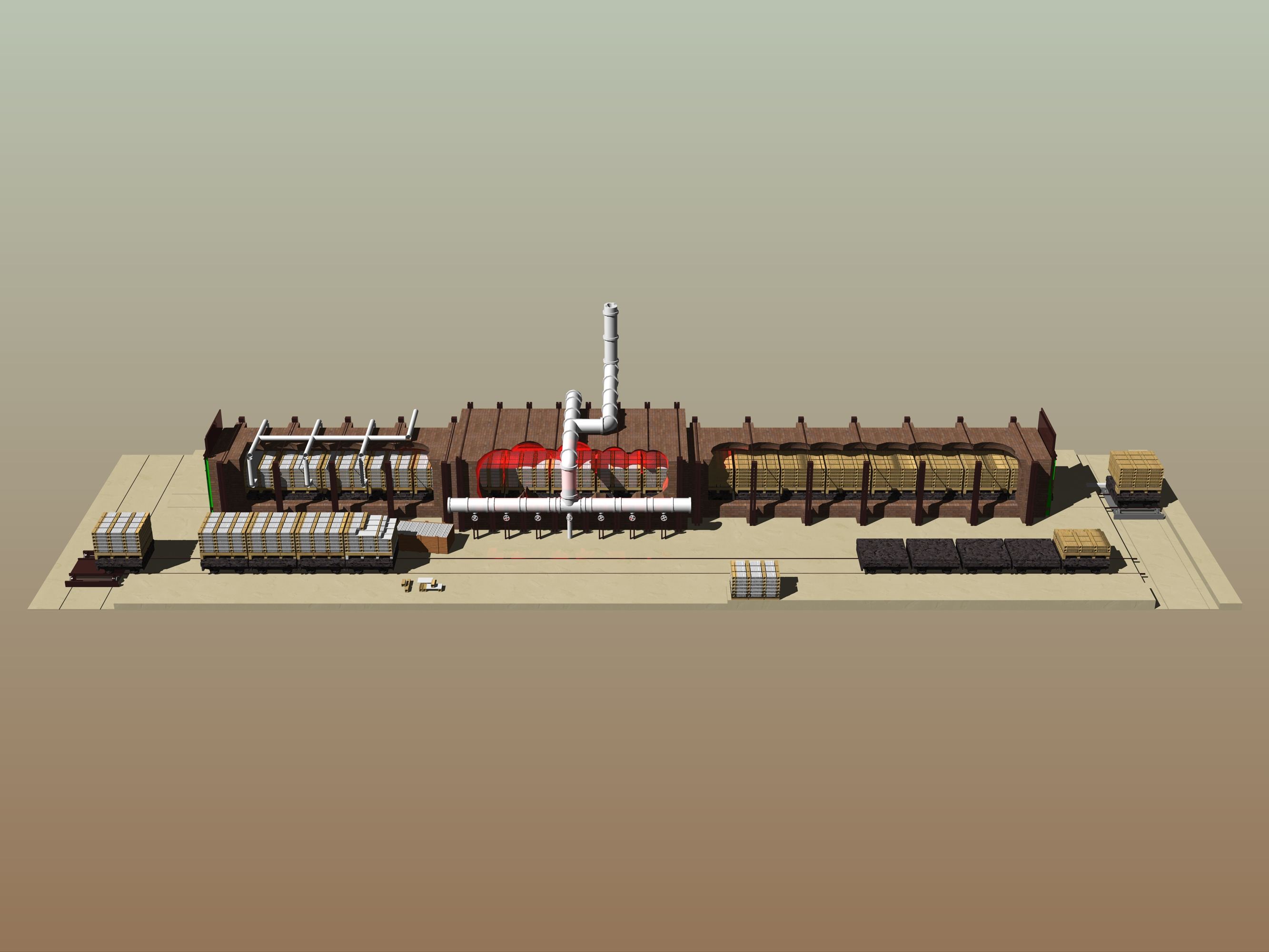
Opengewerkte tekening van een tunneloven

De tunneloven bestaat uit een 100 tot 240 m lange geïsoleerde tunnel waar de vormelingen op keramische rollers van vuurvast materiaal overheen gaan of op karretjes over rails doorheen worden getrokken. Vanwege de hitte in de oven moeten deze karretjes aan de bovenkant beschermd worden met vuurvast materiaal, zoals vuurvaste stenen. De tunnel wordt vanaf één zijde en de bovenkant verhit. Als brandstof werd in eerste instantie steenkool of stookolie gebruikt, maar sinds de jaren vijftig voornamelijk aardgas. De baktemperatuur ligt tussen de 900°C tot 1250°C, deze is afhankelijk van het te bakken product en de gebruikte kleisoort. De tunnel is onderverdeeld in drie delen: de opwarmzone, de stookzone en de afkoelzone. Nadat de vormsels in circa 18 uur bij een temperatuur van 90°C gedroogd zijn, gaan deze de tunnel in. In de opwarmfase wordt de opwarmsnelheid rond de 500°C vertraagd omdat bij 573°C de zogenaamde kwartssprong plaatsvindt, waarbij het volume verandert en bij te snel verwarmen scheuring optreedt. In het middengedeelte van de tunnel is de temperatuur het hoogst en begint het eigenlijke bakken. Bij deze sintering ontstaan de keramische verbindingen die het gebakken product zijn eigenschappen geeft. De afkoeling gaat daarna snel tot circa 600°C wanneer het afkoelingsproces moet worden vertraagd in verband met de kwartssprong. Als de temperatuur tot 100°C is gedaald, kunnen de gebakken producten de tunnel verlaten. Een complete cyclus duurt gemiddeld 16 à 18 uur voor dakpannen en 3 dagen voor bakstenen. Het stook- en transportproces in de tunnel werd vanaf begin jaren zestig volledig geautomatiseerd. Sindsdien kan doorlopend worden geproduceerd.